# Ruben van Bommel
Ruben van Bommel (Meerssen, 3 agosto 2004) è un calciatore olandese, attaccante del PSV.

## Biografia
È figlio di Mark van Bommel e nipote di Bert van Marwijk. Anche suo fratello Thomas è un calciatore mentre la gemella di quest’ultimo, Renee, è una tennista.

## Caratteristiche tecniche
Ala sinistra, e noto per le sue accelerazioni, le abilità tecniche e per i suoi inserimenti in area. È stato paragonato ad Ángel Di María.

## Carriera

### Club
van Bommel è cresciuto nel settore giovanile del PSV prima di trasferirsi al MVV nel 2020.
Ha debuttato in Eerste Divisie l'8 agosto 2022 contro il Jong AZ Alkmaar entrando in campo al posto di Koen Kostons e giocando a fianco di suo fratello Thomas per venti minuti. Alla sua prima presenza nello stadio di casa, una settimana dopo il suo esordio, ha segnato il suo primo gol professionistico nella vittoria per 3-1 contro il NAC Breda.
Il 10 febbraio 2023 ha segnato una doppietta e fornito un assist nella vittoria per 5-1 contro il TOP Oss. Dopo la partita ha esteso il suo contratto con l'MVV terminando la stagione con 15 gol segnati in campionato.
Il 1º luglio 2023 ha firmato un contratto di quattro anni con l'AZ Alkmaar. Segna il suo primo gol con i biancorossi il 13 agosto nella vittoria per 5-1 contro il Go Ahead Eagles, al suo debutto in Eredivisie. Nello stesso mese segna poi i suoi primi gol in una competizione europea contro Santa Coloma e Brann, match validi per i play-off di Conference League. Mette a segno la sua prima doppietta il 25 febbraio 2024 nella vittoria per 2-0 contro l’Ajax. Complessivamente mette insieme 40 presenze e 9 gol in stagione. La stagione seguente invece, complice qualche infortunio, colleziona 29 presenze e 7 gol.
L'11 luglio 2025 viene ceduto per 15 milioni di euro  al PSV, firmando un contratto valido fino al 2030.

### Nazionale
È stato convocato dal tecnico dei Paesi Bassi Under-20 Martijn Reuser il 17 marzo 2023. Il 25 marzo ha debuttato in un'amichevole contro la Francia. Successivamente sempre nel 2023 ha anche esordito in Under-21.

## Statistiche

### Presenze e reti nei club
Statistiche aggiornate al 14 maggio 2025
| Stagione        | Squadra         | Campionato      | Campionato | Campionato | Coppe nazionali | Coppe nazionali | Coppe nazionali | Coppe continentali | Coppe continentali | Coppe continentali | Altre coppe | Altre coppe | Altre coppe | Totale | Totale | Totale |
| Stagione        | Squadra         | Comp            | Pres       | Reti       | Comp            | Pres            | Reti            | Comp               | Pres               | Reti               | Comp        | Pres        | Reti        | Pres   | Reti   |        |
| --------------- | --------------- | --------------- | ---------- | ---------- | --------------- | --------------- | --------------- | ------------------ | ------------------ | ------------------ | ----------- | ----------- | ----------- | ------ | ------ | ------ |
| 2022-2023       | MVV             | 1D              | 31+2       | 15+0       | CO              | 1               | 0               |                    | -                  | -                  |             | -           | -           | 34     | 15     |        |
| 2023-2024       | Jong AZ Alkmaar | 1D              | 1          | 1          |                 | -               | -               |                    | -                  | -                  |             | -           | -           | 1      | 1      |        |
| 2024-2025       | Jong AZ Alkmaar | 1D              | 1          | 2          |                 | -               | -               |                    | -                  | -                  |             | -           | -           | 1      | 2      |        |
| 2023-2024       | AZ Alkmaar      | ED              | 29         | 6          | CO              | 3               | 1               | UECL               | 8                  | 2                  |             | -           | -           | 40     | 9      |        |
| 2024-2025       | AZ Alkmaar      | ED              | 23         | 3          | CO              | 1               | 1               | UEL                | 5                  | 3                  |             | -           | -           | 29     | 7      |        |
| Totale carriera | Totale carriera | Totale carriera | 87         | 27         |                 | 5               | 2               |                    | 13                 | 5                  |             | -           | -           | 105    | 34     |        |

## Palmarès
- Supercoppa dei Paesi Bassi: 1

PSV: 2025